# 達瓦 (伊斯蘭教)
達瓦（阿拉伯语：‎，羅馬化：Da'wah、波斯語：‎）是一個阿拉伯語單詞，字面上解作「呼喚」、「邀請」，在伊斯蘭教的語境下則指力求宣揚伊斯蘭教。名詞變體達伊（阿拉伯语：‎，羅馬化：Da'i）是指呼籲、邀請他人皈依伊斯蘭教的人。與尋求武力強迫改信的聖戰不同，達瓦透過傳教活動宣揚伊斯蘭教。奉行伊斯蘭原教旨主義的薩拉菲運動強調每位穆斯林都要承擔宣教的責任，宏揚純粹、原始的伊斯蘭教。

## 語源
達瓦一詞由三個阿拉伯字根「د」、「ع」及「إ」組成，是一個動詞，意指「去呼喚、召集、遣使」。任何從事達瓦工作的人們，不論男女都稱為達阿瓦。杜阿特、達阿伊特分別專指從事達瓦工作的男人和女人。達阿瓦一詞早在伊斯蘭教出現之前已經存在，但意思完全不同，是指預留在家畜身上的奶。阿拉伯語辭書學家伊本·曼蘇爾指出，傳統阿拉伯人有在家畜身上保留部分乳汁的做法，他們認為這樣可以促使家畜分泌更多的奶水，款待突如其來的賓客。達瓦在伊斯蘭教是指邀請他人皈依，而保留部分奶水的做法則催使家畜產出更多的奶水，有相通之處。另外，這個詞語在伊斯蘭教出現之前還有呼喚人們前來參加宴會，共享飲食的意思。
阿拉伯語的達瓦被指是意第緒語的「祈禱」一詞的其中一個來源。據指是說突厥語的猶太人把這個詞語傳入，但這個說法得不到歷史文獻的支持，無論是突厥語還是阿拉伯語裡，這個詞語也沒有祈禱的意思。此外，達瓦一詞有閃米特字母Ayin，但意第緒語裡的祈禱一詞卻沒有體現這個字母，意味著它可能經過非閃米特語族的突厥語或波斯語傳入，但由於地理上的差距太大，難以單從字詞相似便斷言它是經東方猶太人傳給阿什肯納茲猶太人。

## 定義
達瓦的基礎定義是傳揚真主的言論和社會，令世人追隨伊斯蘭教的真理，但它亦有促請穆斯林嚴守宗教傳統，回歸伊斯蘭教正道的意思。伊斯蘭教學者簡·伊德爾曼·史密斯指出，一些人會認為達瓦包括把一些偏離了伊斯蘭教的人導回正軌，例如令一些沒有嚴守宗教規律或只在主要節日參與禮拜儀式的穆斯林開始恆常禮拜、出席清真寺的活動、繳納天課。
學者唐·M·麥柯里在他的著作《福音與伊斯蘭教》裡把達瓦定義為「呼喚人們信仰安拉的行為，即是伊斯蘭教的傳教」，他又引述另一位作家指達瓦是「召請全人類回歸真正的理性、初心和尊嚴，成為真主在世上的哈里發」。伊斯蘭教學家約翰·埃斯波西托形容宣教的人群在社會醫院、診所、法律援助機構等服務機關、伊斯蘭銀行、投資公司、保險公司等經濟單位、學校、幼兒護理中心、青年營等教育系統及宗教出版和廣播部門工作，不論是青年還是老人都是他們的宣教對象。
由於基督教強調信徒是「走進」信仰，而伊斯蘭教則認為穆斯林是回歸本心。穆斯林知道這種字詞上的分別，不會使用「傳教」和「傳福音」來形容達瓦。儘管基督教的傳教與伊斯蘭教的達瓦類同，但它們並非相同。基督教傳教招攬人們加入教會，但達瓦是為了迎接人們加入穆斯林社群。

## 古蘭經與聖訓的描述
《古蘭經》的多段經文和記錄穆罕默德言行的聖訓都描述了有關宣教的內容，並強調了其重要性。穆斯林有廣邀世人接納安拉之道的責任，在不同情況下採取各種適當的方式和辦法實踐。達瓦一詞的各種名詞和動詞變體在《古蘭經》裡出現了超過200次，其中第16章第125節最直接地說明了宣教的方式：
|                     | 你應憑智慧和善言而勸人遵循主道，你應當以最優秀的態度與人辯論，你的主的確知道誰是背離他的正道的，他的確知道誰是遵循他的正道的。 |
| ——《古蘭經》16：125 | |

結合其他經文提到的「對於宗教，絕無強迫」，經文排除了武力和強迫的手段，呼籲通過不受約束的對話、討論和開誠布公的邀請使他人皈依伊斯蘭教。使用違背伊斯蘭教原則的手法和方式來傳播伊斯蘭教不被認為是正當。經文用了命令式的語句，加上「勸人」、「辯論」的主意表示了當中的積極含義。作家穆罕默德·胡爾希德認為宣教的影響力只能是主動、動態、導向，否則就不算是宣教。不過，這種影響力如何在現代體現出來成為了熱議，哲學家伊斯梅爾·法魯奇認為「穆斯林自身在日常生活裡立下的榜樣、其對自身價值觀的奉獻和約束就是他們的證明」。他認為虔誠穆斯林的生活方式本身對社會裡的其他人有莫大的吸引力，使得這些人會主動探求這種生活方式的原由。
另一些經文則讚揚宣教的行為，如「你們是為世人而被產生的最優秀的民族，你們勸善戒惡，確信真主」、「你們中當有一部分人，導人於至善，並勸善戒惡；這等人，確是成功的」、「召人信仰真主，力行善功，並且說：『我確是穆斯林』的人，在言辭方面，有誰比他更優美呢？」。
《古蘭經》提到先知們在不同的歷史時代都致力於宣教，恢復人們對安拉的信仰，他們都是受安拉委託，把誤入迷途的人類引導回造物主的正道。學者阿卜杜勒·哈桑·阿里·哈薩尼·納德維根據他對《古蘭經》的研究認為關於經文提到的所有先知，他們的傳教都適用於他們的受眾，而且他們知道何時把他們的說教轉向一神論。納德維又指出，先知對所有典型的反對聲音都有既定的答案，能利用「豐富的人類心理知識」說服他們。
《布哈里聖訓實錄》、《穆斯林聖訓實錄》、《米什卡特·麥薩比哈聖訓集》都收錄了聖伴薩赫爾·伊本·薩阿德轉述的一則聖訓，記載穆罕默德曾經說道：「如果安拉經你的雙手引導哪怕是一個人皈依伊斯蘭教，你會比擁有紅駱駝更棒。」紅駱駝是當時阿拉伯人手上最昂貴和最珍重的資產。

## 宣教方式
宣教的方法各式各樣，除了通過投入教育、慈善工作及參政傳播伊斯蘭教，一些人會爭取改革甚至是建立伊斯蘭國家，部分伊斯蘭組織的目的就是為了宣教。穆斯林學者認為，宣教理應切合對象的特性。穆罕默德·阿布·法特赫·巴亞努尼表示，由於不同的地方有其獨特的文化背景，穆斯林可根據他們的認知採取妥當的方法宣教。在穆斯林佔少數的地方，他們的宣教形式與穆斯林佔多數的地方有很大的差別。舉例說，位於都柏林的愛爾蘭伊斯蘭文化中心與埃及樂蜀阿里·本·阿比·塔利卜清真寺的宣教方式完全不同。

### 清真寺

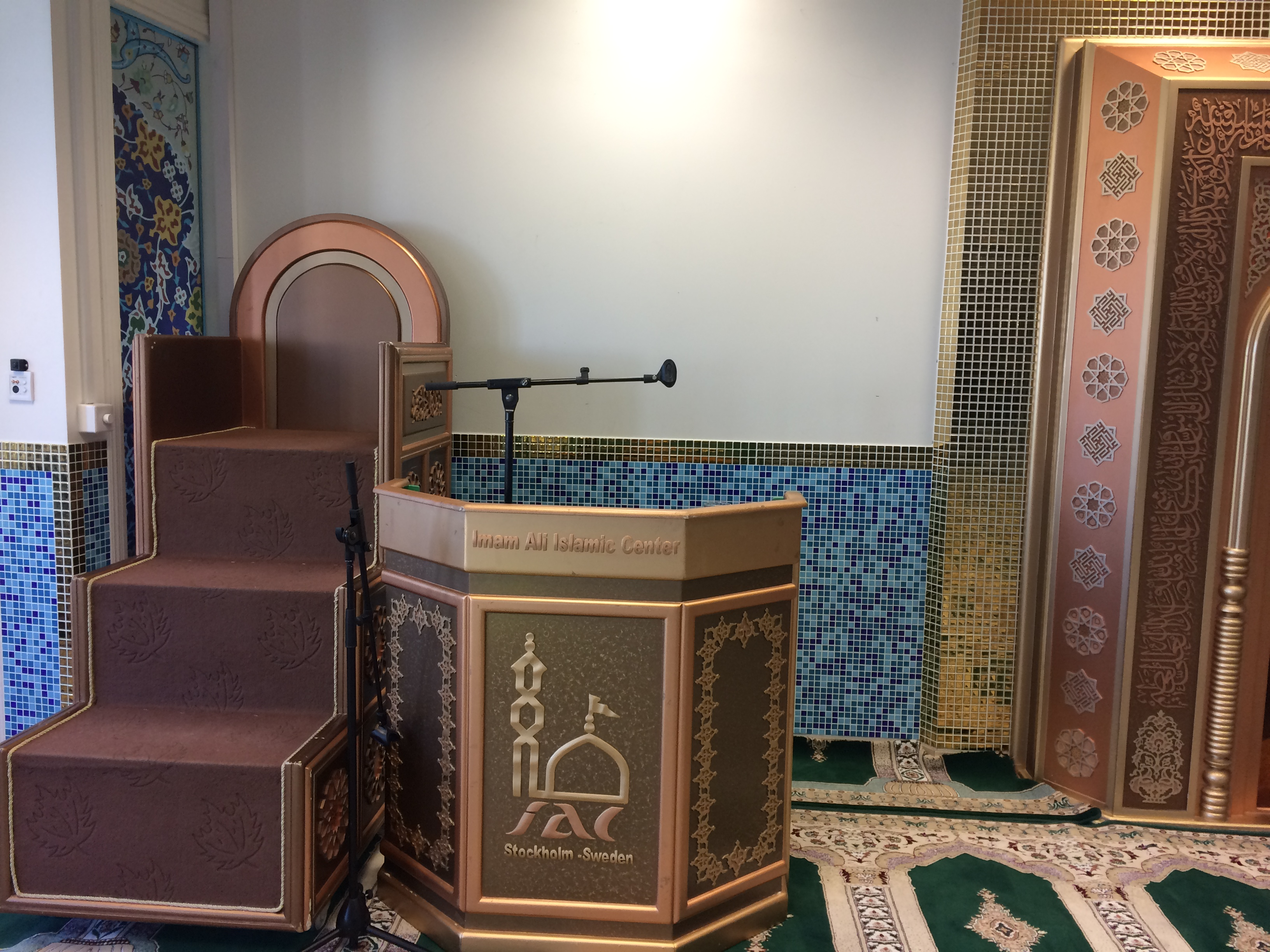
瑞典耶爾費拉市阿里伊瑪目伊斯蘭中心的佈道講壇

穆斯林的宗教事務都圍繞著清真寺來進行，宣教工作也不例外。伊斯蘭教的宣教相當倚賴清真寺的日常運作及增建來推進，因為在任何環境下，社交對伊斯蘭教的立足和傳播都至關重要。正如學者阿克巴爾·穆罕默德所說，在伊斯蘭教成形時期，「它主要是通過社交和接觸共同的興趣傳播，特別是在本地，這對伊斯蘭教在早期的鞏固和傳播起了很大的作用」。從許多方面上，清真寺是伊斯蘭教對外接觸的樞紐。除了長時間對穆斯林說教傳道，敦促他們更虔誠地信奉伊斯蘭教，它又可對外展示虔誠穆斯林的生活方式，以吸引非穆斯林。
伊瑪目通過在清真寺講道宣揚伊斯蘭教，特別是星期五的主麻日禮拜。埃及《民族報》進行的一個關於宗教同化的調查發現，最多大學生透過清真寺佈道來認識宗教。有受訪者表示，領禱者擲地有聲、娓娓道來的話語說服了他們採納伊斯蘭教的習俗或生活方式。
此外，清真寺又會舉辦宗教課程、資助課外和節日活動，並可作為診所、幼兒園、慈善團體的活動中心，借出伊斯蘭教的書籍和影帶。透過這些活動和清真寺的人脈網絡，鄰里、朋友和朋友獲邀加入，發揮了宣教的作用。

### 教育
在達瓦的概念裡，教育佔據著重要的地位。不管是像法蒂瑪王朝那樣在宮廷的正規教育，還是學者之間不拘形式的圈子，穆斯林和非穆斯林都通過宣教來學習信仰，例如如何誦讀《古蘭經》、如何運用伊斯蘭教法及如何在日常生活裡奉行伊斯蘭教的精神。大學和校園成為伊斯蘭教宣教的主要目標，在美國研究宗教的瑪莎·斯努利根·哈尼稱「他們的主要目的是在公校、清真寺及伊斯蘭中心提倡伊斯蘭教育」，「濃厚伊斯蘭色彩的教育對伊斯蘭教在這個國家的未來至關重要，它讓非穆斯林靠近伊斯蘭教，任何人都意識到達瓦實際上正在推動和實現這些動作」。
一些宗教組織致力於通過教育手段向社會宣傳伊斯蘭教的價值觀，例如哈馬斯在它的憲章裡提到對民眾普及伊斯蘭教育是每位穆斯林的義務，又指他們要「教好這一代的穆斯林」，在專家和學者的指導下教授他們閱讀真主的經書、學習先知的典故、認識伊斯蘭教的歷史和文化習俗。穆斯林兄弟會則在街區、學校、大學甚至是監獄舉辦教育活動，教化廣大群眾，促使自身的長進和改革，最終落實全面的伊斯蘭教秩序，建立統一的伊斯蘭國度。

### 社會福利
社會福利亦被納入達瓦的常規手法，包括開放給貧苦人士的醫務診所、施食處、房屋補貼和其他形式的援助往補足了欠缺或不足的政府服務，因為解決社會不公及經濟不等亦是真主和《古蘭經》倡導的責任。黎巴嫩什葉派宗教領袖穆薩·薩德爾開辦了職業訓練中心，真主黨亦在黎巴嫩建立龐大的社會福利制度，牽涉教育、農業、醫療和房屋援助。美國的美国穆斯林委員會強調有需要發展「社會福利機構」，位於約旦安曼的伊斯蘭醫院享負盛名。這些社福舉措鞏固了伊斯蘭團體的社會根基，同時便於謀求話語權。

### 大眾媒體
現代的大眾媒體、電郵、文本訊息、手機及互聯網都是達瓦可以利用的工具。講者可以利用電子社交平台講課和佈道，他們在清真寺和課堂上講話的內容可上載至電子平台，讓觀眾可以反覆觀看。達伊利用YouTube作為向年輕人宣教的手段，平台上相關的視頻內容眾多。互聯網有助於提升宣教者的知名度，使他們的生平、佈道、教令及見解可以完整地傳達給公眾。
一些學者和評論家察覺到互聯網等新媒體是吸引更多穆斯林以增加影響力的新途徑，這些媒體成為全球範圍宣教的媒介。伊斯蘭教學者優素福·卡拉達維稱「我們可以利用這台神奇的機器教育穆斯林，並對非穆斯林宣揚伊斯蘭教」，又用他創建的網站伊斯蘭在線為例示範現代宣教的模式。他指出穆斯林在過去為了宣教而動用了軍隊，因為那些國王、皇帝和凱撒不讓伊斯蘭教在他們的國家傳播，但現在並不需要，因為網絡可以接觸到使用不同語言的所有人，所以卡拉達維認為學習使用互聯網是所有穆斯林的責任。

## 宣教運動
現代的宣教運動強調號召教內全體穆斯林，而非轉化非穆斯林。一些誇國組織提倡改革，大多數在一些本地教團和文化不再舉足輕重的地方取得成功。沙特阿拉伯、利比亞等國認為達瓦是國家承擔的責任，另一些國家則指這是個人和私營穆斯林團體的工作。
在20世紀初，伊斯蘭改革思想家穆罕默德·拉希德·里達稱達瓦應是每一位穆斯林的義務，而不是穆斯林社群的整體義務，他的想法對達瓦的現代觀點構成深遠的影響。穆斯林兄弟會的創始人哈桑·班納倡導改造那些越來越西方化、靠近西方價值觀和生活方式而背棄伊斯蘭教的穆斯林。達瓦的「民主化」解讀不僅對穆斯林為主的社群裡的達瓦組織有實際影響，西方社會的穆斯林社群同樣受到影響。人類學家薩巴·馬哈茂德形容這是「道德責任個體化」的趨勢，達瓦成為「各種不同活動的重要參照，使之要宣揚、鞏固符合伊斯蘭教宗教和社會的倫理習俗」。
穆斯林兄弟會及伊斯蘭大會黨在各國建立支部和辦公室，尋求透過政治途徑達致穆斯林社群的團結合作。班納清楚表明穆斯林兄弟會的三大目標是引導人類在伊斯蘭教的旗幟下邁向幸福、強化穆斯林的伊斯蘭教特性、建立日常生活以伊斯蘭教為本的運動，並通過在社會游說、拓展社會網絡及訴諸合法的政治和憲制途徑表達政治主張來落實。創辦伊斯蘭大會黨的阿布·阿拉·毛杜迪與班納一樣在早年受到蘇非主義的影響，他試圖要在欠缺成建制的穆斯林社團、國家和哈里發國的情況下，向廣大的穆斯林提供暫時的指引和任務。據他的說法，穆斯林不必等待這些架構的出現來復興伊斯蘭教，他們可憑自身創造這樣的環境，最終引領社會上層變革。
在1966年新秩序下的印尼，蘇哈托独裁政權迫令穆斯林活躍分子退出政黨政治，許多人轉而致力於宣教，通過教育和舉辦社會活動奉行伊斯蘭教的價值觀，例如馬斯友美黨的前領導人創辦了印尼伊斯蘭傳播委員會。鑑於印尼伊斯蘭傳播委員會的活躍，它成為了繼穆罕馬迪亞及伊斯兰教士联合会後最重要的伊斯蘭團體，會員人數有約800萬人。在它成立的數年後，分支已遍佈全國。馬來西亞亦受到影響，許多宣教運動在1969年的種族衝突後紛紛湧現，例如多名馬來西亞伊斯蘭學生國民協會的成員在1971年創立馬來西亞穆斯林青年運動，這個組織號召引進伊斯蘭教法、伊斯蘭教的教育和經濟制度，並要求政治改革，「自成立後得到高等教育學府的穆斯林青年鼎力支持」。
薩拉菲運動的宣教活動在1980年代中旬開始在大學校園開展，經過阿富汗戰爭戰火洗禮的沙特畢業生把它開枝散葉，並在1990年初成為重要的伊斯蘭運動。信奉薩拉菲運動的伊斯蘭學者穆罕默德·納西爾丁·阿爾巴尼把宣教放在首要位置，他認為沒有宣教，穆斯林就挺不起腰杆，穆斯林國家更無從談及。他相信如果要向世人展示穆斯林是可供仿效的模楷，伊斯蘭教必須要淨化一切異端和虛佞不實的內容。只有向年輕一代灌輸可靠的聖訓和聖行，才可構建純潔的伊斯蘭社會，成為伊斯蘭國家的脊樑。
其他的宣教機構還有伊斯蘭國際宣教中心、中國伊斯蘭文化中心、哈拉曼伊斯蘭基金會、歐洲伊斯蘭委員會、馬來西亞穆斯林福利機構、馬來西亞伊斯蘭傳教基金會、穆斯林世界聯盟、世界伊斯蘭感召協會、拉丁裔美國人宣教協會等。